# نوبندگان
نوبندگان نام شهری در بخش نوبندگان شهرستان فسا، استان فارس در ایران است. بر پایه سرشماری مرکز آمار ایران در سال ۱۳۹۵، جمعیت آن ۲،۴۱۰ تن بوده‌ است.